# Tomaso Albinoni

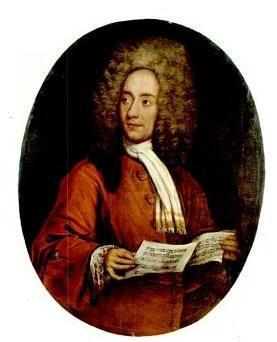
Tomaso Albinoni

Tomaso Giovanni Albinoni (* 8. Juni 1671 in Venedig; † 17. Januar 1751 ebenda) war ein italienischer Komponist und Violinist des Barock.

## Leben
Tomaso Albinoni wurde als zweites Kind und ältester Sohn des Papierwaren- und Spielkartenherstellers Antonio Albinoni (um 1634–1709) und seiner Frau Lucrezia geb. Fabris (um 1645–1687) im venezianischen Pfarrbezirk San Moisè geboren. Antonio Albinoni erbte 1684 nach dem Tod seiner Arbeitgeberin deren gesamtes Unternehmen, wodurch die Familie zu beträchtlichem Wohlstand kam; neben dem Wohnhaus und der benachbarten Geschäftsniederlassung gehörte dazu auch ein Landhaus mit Grundbesitz auf dem Festland in Prata di Pordenone.
Tomaso Albinoni ließ sich zunächst im väterlichen Unternehmen zum Spielkartenhersteller ausbilden und nahm daneben Violin-, Gesangs- und Kompositionsunterricht. Seine Lehrer sind unbekannt; eine öfter vermutete Lehrzeit bei Giovanni Legrenzi konnte bisher nicht nachgewiesen werden. 1694 trat er erstmals als Komponist an die Öffentlichkeit, und zwar sowohl mit einer Oper (Zenobia, regina de Palmireni) als auch mit einer Sammlung von Instrumentalwerken (12 Suonate a tre op. 1). Aufgrund seines handwerklichen Hauptberufs war er zunächst nicht darauf angewiesen, mit der Musik seinen Lebensunterhalt zu verdienen, und bezeichnete sich daher als dilettante veneto.
Zenobia war der Beginn eines umfangreichen Opernschaffens. Von nun an komponierte Albinoni im Durchschnitt ein bis zwei Opern pro Jahr; zunächst für Venedig, ab 1703 zunehmend auch für andere Städte (Florenz, Genua, Bologna, Ferrara, Brescia, Rom, Treviso), wo er die Uraufführungen zum Teil selbst leitete. Daneben veröffentlichte er bis 1736 acht weitere Sammlungen von Instrumentalwerken und eine Sammlung von Solokantaten.
Am 17. März 1705 heiratete Albinoni in Mailand die Sängerin Margherita Raimondi (1683/1684–1721), die bereits im Alter von 15 Jahren in Venedig debütiert hatte, und ließ sich mit ihr im venezianischen Pfarrbezirk San Trovaso nieder. Aus der Ehe gingen drei Söhne und vier Töchter hervor. Margherita Albinoni trat auch nach ihrer Heirat auf der Opernbühne auf, jedoch bis auf eine Ausnahme (I rivali generosi, Brescia 1715) offenbar nie in Werken ihres Mannes.
Im Januar 1709 starb Albinonis Vater. Zu dieser Zeit hatte sich Albinoni bereits entschlossen, den erlernten Beruf nicht weiter auszuüben und sich ganz der Musik zu widmen. Das väterliche Unternehmen ging daher auf seine beiden jüngeren Brüder Domenico (1675–1726) und Giovanni (1679–1718) über; Tomaso sollte jedoch ein Drittel der Einkünfte zustehen. Von nun an bezeichnete er sich auf den Titelblättern seiner gedruckten Werke nur noch als Musico di violino. 1721 wurde das – inzwischen verschuldete – Familienunternehmen von einem Gläubiger übernommen, sodass Albinoni nun selbst für seinen Lebensunterhalt aufkommen musste und in den weniger vornehmen Pfarrbezirk San Barnaba umzog. Nach einer Darstellung des 19. Jahrhunderts betrieb er eine florierende Gesangsschule, über die jedoch nichts Näheres bekannt ist. Am 22. August 1721 starb seine Frau an einer Darmentzündung.
Ab den 1720er Jahren wurden Albinonis Opern auch außerhalb Italiens häufig aufgeführt; am beliebtesten war das komische Intermezzo (Vespetta e) Pimpinone (1708).
Den Höhepunkt seiner Karriere erreichte Albinoni im Jahre 1722. Nach der Veröffentlichung seiner bis dahin ambitioniertesten Konzertsammlung, der 12 Concerti a cinque op. 9, die dem Kurfürsten Maximilian II. Emanuel von Bayern gewidmet waren, erhielt er zwei Kompositionsaufträge aus München: Für die Hochzeit von Maximilians Sohn Karl Albrecht, dem späteren Kaiser Karl VII., mit Maria Amalie, der Tochter des verstorbenen Kaisers Joseph I., schrieb Albinoni die Oper I veri amici und das kleinere „componimento poetico“ II trionfo d’Amore. Die sehr erfolgreichen Uraufführungen am 24. Oktober und 4. November in München dirigierte er selbst. In einem Bericht darüber in Johann Matthesons Critica Musica wird besonders betont, dass bei der Veranstaltung „der rechte Albinoni“ mitgewirkt habe, da zu dieser Zeit in Deutschland und Schweden ein Betrüger unterwegs war, der sich „für den Tomaso Albinoni von Venedig“ ausgab.
Wie die Widmungen seiner Druckwerke belegen, stand Albinoni auch mit anderen prominenten Persönlichkeiten seiner Zeit in Verbindung, darunter Kardinal Pietro Ottoboni (Widmungsträger von op. 1), Herzog Carlo IV. Gonzaga (op. 2), Erbgroßherzog Ferdinando von Toskana (op. 3), Kardinal Francesco Maria de’ Medici (op. 4), Marquis Carlos Felipe Spínola y Colonna (op. 5), Graf Christian Heinrich von Watzdorf (op. 8) und Marquis Don Luca Fernando Patiño (op. 10). Albinoni schrieb ferner die Musik für Namenstage von Kaiser Karl VI. (Il nome glorioso in terra, santificato in cielo, 1724) und seiner Gemahlin Elisabeth Christine von Braunschweig-Wolfenbüttel (Il nascimento dell’Aurora, um 1710). Mit seinen musikalischen Kollegen hatte Albinoni dagegen offensichtlich nur wenig Kontakte; den offiziellen venezianischen Musikervereinigungen (Arte de’ Sonadori, Società Santa Cecilia) gehörte er nicht an. Zwar schrieb er mehrere Bühnenwerke gemeinsam mit anderen Komponisten, doch wurden diese Kooperationen wahrscheinlich von den Theaterleitungen vermittelt. Belegt ist ein Zusammentreffen mit Johann Georg Pisendel, dem Albinoni eine Violinsonate widmete.
In den 1730er Jahren ließ Albinonis Schaffenskraft allmählich nach; seine beiden letzten Opern vollendete er 1734 (Candalide) und 1741 (Artamene). 1743 bewarb er sich – als 72-Jähriger – um die gut bezahlte Stelle eines maestro di coro und Gesangslehrers am Ospedale dei derelitti (Ospedaletto); die Wahl fiel jedoch auf Nicola Porpora. Die letzten zehn Jahre seines Lebens verbrachte er mit dreien seiner Kinder in eher bescheidenen Verhältnissen, zuletzt durch eine Krankheit (laut Todesanzeige „Diabetes und Katarrh“) zwei Jahre ans Bett gefesselt.

## Werk
Siehe auch: Liste der Werke Tomaso Albinonis
Die Schwerpunkte von Albinonis kompositorischem Schaffen liegen in den Bereichen Oper, Kantate und Instrumentalmusik. Auf geistlichem Gebiet sind nur eine frühe Messe für drei unbegleitete Männerstimmen (vor 1694) und die Titel zweier Oratorien überliefert (I trionfi di Giosuè, 1703, Gemeinschaftsarbeit mit Alessandro Scarlatti, Giovanni Bononcini u. a.; Maria annunziata, 1712). Ein unter Albinonis Namen verbreitetes Magnificat in g-Moll stammt wohl nicht von ihm.

### Bühnenwerke
Wie viele Bühnenwerke Albinoni komponiert hat, lässt sich nicht mehr genau feststellen. Vollständig erhalten geblieben sind nur sieben:
- Zenobia, regina de’ Palmireni (1694)
- Pimpinone (1708)
- Engelberta (1709)
- Il nascimento dell’Aurora (um 1710)
- Il nome glorioso in terra, santificato in cielo (1724)
- La Statira (1726)
- Il concilio de’ pianeti (1729)

Von 17 Opern sind zumindest einzelne Arien überliefert, von 32 weiteren nur das (gedruckte) Libretto, von einer Intermezzi-Serie sogar nur der Titel (Malsazio e Fiammetta, 1726). Im Libretto von Candalide (1734) bezeichnet Albinoni diese Oper als seine achtzigste; wenn diese Angabe keine Übertreibung darstellt, müssen weitere 23 Bühnenwerke als völlig verschollen gelten.

### Kantaten
Albinonis Kantatenschaffen beläuft sich auf 44 bekannte Werke, davon 12 in der gedruckten Sammlung Cantate da camera a voce sola op. 4 (Venedig 1702) und 18 in einer handschriftlichen Sammlung in der Staatsbibliothek Berlin. Alle Kantaten sind für eine Singstimme und Basso continuo geschrieben (etwa drei Viertel für Sopran, ein Viertel für Alt); weitere Instrumente kommen lediglich in der (unvollständig erhaltenen) Kantate E dove, Amor, mi guidi hinzu.

### Instrumentalwerke
Von 1694 bis 1736 ließ Albinoni zunächst bei Sala in Venedig, ab 1712 bei Roger bzw. Le Cène in Amsterdam neun Sammlungen mit Instrumentalwerken drucken. Vier davon gehören dem kammermusikalischen Genre an:
- 12 Sonate a tre op. 1, Venedig 1694
- 12 Balletti a tre op. 3, Venedig 1701
- 12 Trattenimenti armonici per camera op. 6, Amsterdam 1712
- 12 Balletti e sonate a tre op. 8, Amsterdam 1722

Die übrigen fünf sind Konzertsammlungen in größerer Besetzung:
- 12 Sinfonie e concerti a cinque op. 2, Venedig 1700
- 12 Concerti a cinque op. 5, Venedig 1707
- 12 Concerti a cinque op. 7, Amsterdam 1715
- 12 Concerti a cinque op. 9, Amsterdam 1722
- 12 Concerti a cinque op. 10, Amsterdam 1736

Als Soloinstrument tritt in der Regel die Violine auf; acht Konzerte aus opp. 7 und 9 sind für Oboe, acht weitere für zwei Oboen geschrieben.
Neben den neun autorisierten Druckwerken erschienen zu Albinonis Lebzeiten drei weitere Sammlungen mit Violinsonaten, die von den Verlegern selbst zusammengestellt worden waren und zum Teil auch nicht von Albinoni stammende Werke enthielten:
- 6 Sonate da chiesa „op. 4“ (auch als Pseudo-op. 4 bezeichnet), Amsterdam 1707/08
- 5 Sonate a violino solo e basso continuo, Amsterdam 1718
- Six sonates da camera „op. post.“, Paris 1742

Eine Sammlung von sechs oder zwölf Sonate a tre op. 11 wurde etwa 1738 von Albinoni bei Le Cène zum Druck eingereicht, ist aber nie erschienen (die Manuskripte sind verschollen).
An handschriftlichen Instrumentalwerken sind neun Sinfonien, fünf Violinkonzerte und 41 Sonaten (davon drei im Autograph) überliefert.
Mindestens 26 Instrumentalwerke, die Albinoni in einer oder mehreren Quellen zugeschrieben werden, müssen aufgrund stilistischer Kriterien als zweifelhaft gelten. Dazu gehören u. a. das mehrfach auf Schallplatte aufgenommene Konzert C-Dur für Trompete, drei Oboen und zwei Fagotte, die sechs Sinfonie a quattro (um 1735) sowie das populärste mit Albinoni in Verbindung gebrachte Werk überhaupt, das Adagio g-Moll für Streicher und Orgel. Letzteres wurde 1958 von dem italienischen Albinoni-Biografen Remo Giazotto veröffentlicht und soll auf Fragmenten einer Triosonate Albinonis basieren, deren Echtheit aber bisher nicht nachgewiesen werden konnte.

## Stil
Im Gegensatz zum virtuosen, romantischen Stil seines Landsmanns Vivaldi zeichnet sich die Musik Albinonis durch klassische Ausgewogenheit im Sinne Corellis aus. Charakteristisch sind eine heitere Grundstimmung, lange Melodiebögen, pulsierende Rhythmen und eine Neigung zu Wiederholungen. Die Stimmführung ist oft kontrapunktisch; viele Schlusssätze von Sonaten und Konzerten sind in Fugenform gestaltet. Albinonis Soloparts sind weniger anspruchsvoll als die Vivaldis und daher auch von Amateuren zu bewältigen; Oboensoli werden häufig wie Gesangsstimmen geführt, Chromatik und unerwartete Modulationen nur sparsam eingesetzt.
Albinonis Stärken liegen vor allem in seiner formalen und thematischen Klarheit und in seinem melodischen Erfindungsreichtum. Er war kein großer musikalischer Neuerer und ließ sich kaum von den Strömungen seiner Zeit beeinflussen, entwickelte aber gerade dadurch einen ausgeprägten Individualstil, der seine Werke bis heute unverwechselbar macht.

## Bedeutung und Rezeption
Zu seinen Lebzeiten war Albinoni einer der bekanntesten Komponisten Italiens und wurde mit Corelli und Vivaldi auf eine Stufe gestellt. Seine Opern waren fast 50 Jahre lang auf den venezianischen Bühnen präsent (länger als die seiner meisten Zeitgenossen), seine gedruckten Instrumentalwerke wurden in Venedig, Amsterdam und London mehrfach neu aufgelegt und erfreuten sich – besonders bei Amateuren – großer Beliebtheit. 
Albinoni war der erste Komponist, der Konzerte konsequent dreisätzig anlegte, und der erste italienische Komponist, der Oboenkonzerte veröffentlichte. Johann Sebastian Bach schrieb vier Fugen für Cembalo über Themen aus Albinonis op. 1 (BWV 946, 950, 951 und 951a) und ließ seine Schüler Albinoni’sche Generalbässe aussetzen; Johann Gottfried Walther transkribierte zwei der Konzerte aus op. 2 für Orgel.
Nach seinem Tod geriet Albinonis Musik zunächst in Vergessenheit. Erst ab Mitte des 20. Jahrhunderts wurde sie wiederentdeckt, wobei der Musikwissenschaftler Remo Giazotto eine bedeutende Rolle spielte (sowohl durch seine Albinoni-Biografie von 1945 als auch durch sein Albinoni zugeschriebenes Adagio g-Moll). Inzwischen ist der größte Teil von Albinonis überlieferten Werken in modernen Drucken zugänglich (eine Gesamtausgabe der Instrumentalmusik erscheint seit 1974 in der Edition Kunzelmann). Auf Schallplatte bzw. CD liegen mit Ausnahme von op. 8 alle Instrumentalsammlungen mit Opuszahl, eine Reihe von Instrumentalwerken ohne Opuszahl, die Kantaten op. 4 sowie vier der sieben erhaltenen Bühnenwerke vor.
Der Asteroid (7903) Albinoni wurde nach ihm benannt.